# تسفایه تولا
تسفایه تولا (انگلیسی: Tesfaye Tola؛ زادهٔ ۱۹ اکتبر ۱۹۷۴) دونده دو استقامت اهل اتیوپی بود.